# Menecrate di Efeso
Menecrate di Efeso (in greco antico: Μενεκράτης ὁ Ἐφέσιος?) (330 a.C. – 270 a.C.) è stato un poeta e filosofo greco antico del periodo ellenistico.

## Biografia
Scrisse un poema dal titolo Le opere, ispirato da Le opere e i giorni di Esiodo, che includeva una discussione sulla api basata sul lavoro di Aristotele. È stato insegnante del poeta astronomico Arato di Soli.